# Енергодар (зупинний пункт)
Енергода́р — пасажирський залізничний зупинний пункт Запорізької дирекції Придніпровської залізниці на неелектрифікованій лінії Каховське Море — Енергодар між станціями Каховське Море (37 км) та Енергодар (4 км). Розташований в однойменному місті Запорізької області.

## Пасажирське сполучення
До 18 березня 2020 року курсували щоденно дві пари приміських поїздів сполученням Енергодар — Запоріжжя.
З 1 березня 2022 року, через підрив залізничного мосту біля станції Таврійськ, приміське сполучення тимчасово припинено.